# ビル・スケルトン
ビル・スケルトン（Bill Skelton、1931年9月4日 - 2016年11月25日）は、ニュージーランド南島・グレイマウス出身の元騎手。

## 初期の生活と家族
5人兄弟全員が騎手になった競馬一家に生まれた。

## レーシングキャリア
1944年に13歳で見習い騎手としてキャリアをスタートさせ、1946年にはダニーデンで15歳のチャンピオンになった。4年連続でニュージーランドの見習いチャンピオンになるなど南島で成功を収め、私生活では1955年にイタリア生まれの女性と結婚し、1964年には北島のマナワツ・ワンガヌイに転居。1967/68シーズンで124勝を記録し、35年間のニュージーランド記録を更新。隣国のオーストラリアでも活躍し、Daryl's Joyで1969年のヴィクトリアダービー・コックスプレートも制し、オーストラリア3歳チャンピオンを獲得。1947年から1979年の間に7度のチャンピオンジョッキーに輝き、2位も10回を記録。トップ4に入らなかったのは4度だけであった。南アフリカ・日本・シンガポール・マレーシア・香港でも騎乗し、香港では1975年2月1日にハッピーバレー競馬場で行われた国際騎手招待競走「インターナショナルインビテーションカップ」に参戦。第4競走の騎手招待プレート（1235m・8頭立て）でマネーファーストに騎乗し、レスター・ピゴット（ イギリス）、イヴ・サンマルタン（ フランス）、横山富雄（日本）を抑えて優勝  。1985年引退。

## 栄誉と賞
1980年5月にはニュージーランド初の2000勝を達成し、大英帝国勲章メンバーに選ばれる。引退後は1990年にニュージーランドスポーツ殿堂入りを果たす。2006年にニュージーランドレーシング殿堂入り。

## その後の生と死
1994年に脳卒中を発症して以降は車椅子生活となる。2012年に肺炎になるなど体調が悪化し、2016年11月25日にパーマストンノースで死去。享年85歳。